# Делаверський університет

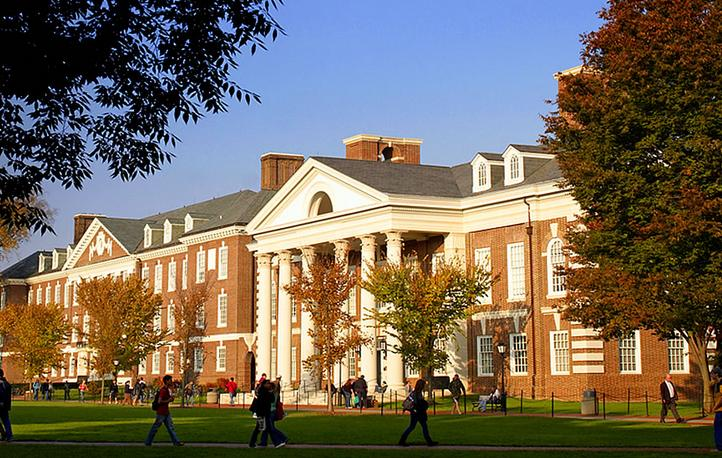

Делаверський університет (англ. University of Delaware) — найбільший університет в штаті Делавер. Основний кампус знаходиться в Ньюарку, супутникове кампуси в Дуврі, Вілмінгтоні, Льюїсі, і Джорджтауні. Має близько 16 000 студентів та 3500 аспірантів. Станом на 2012 рік, фонд університету оцінюється близько 1,09 млрд дол США.
Університет класифікується як дослідницький університет з дуже високою науково-дослідною діяльністю.
Заснований в 1743 році, що робить його одним з найстаріших в країні. Проте, Делаверський університет отримав статус ВНЗ лише у 1833.